# Meidoornbloesemkever
De meidoornbloesemkever (Anthonomus pedicularius) is een keversoort behorend tot de snuitkevers. Hij komt voor in Europa. Hij komt voor in heggen, bossen en struikgewasgebieden vooral bij meidoorn (Crataegus).

## Kenmerken
Volwassen exemplaren hebben een lengte van ongeveer 4 mm. De kleur is kastanjebruin. De dekschilden hebben in het midden aan de zijkanten donkere gekleurde vlekken. Hiervoor en meer naar achteren zijn er witte beharingsvlekken. Het kleine scutellum in het midden na het halsschild heeft een witte kleur.

## Levenswijze
Hij legt eitjes in meidoornknoppen zodra deze in bloei staan. Imago's komen voor van april tot augustus.